# Bettina von Arnim
Bettina von Arnim, rojena Elisabeth Catharina Ludovica Magdalena Brentano, nemška pisateljica in pomembnejša zastopnica nemške romantike, * 4. april 1785, Frankfurt na Majni; † 20. januar 1859, Berlin.

## Delo

### Romani v pismih
- Die Günderode. Grünberg in Leipzig. 1840.
- Clemens Brentanos Frühlingskranz. Charlottenburg. 1844.

### Dialogi
- Die Günderode. Grünberg und Leipzig: 1840.
- Clemens Brentanos Frühlingskranz. Charlottenburg: 1844.